# Julio Arboleda Pombo
Pour les articles homonymes, voir Arboleda (homonymie) et Pombo (homonymie).
Julio Arboleda Pombo, né le 9 juin 1817 et mort le 13 novembre 1862, est un avocat, orateur, poète, militaire, journaliste, homme d'État, diplomate, parlementaire, membre d'académie, et dramaturge colombien. Il est président de la Confédération grenadine (actuellement République de la Colombie et de Panamá) en 1861.